# 岡井直道
岡井 直道（おかい なおみち、1947年5月20日 - ）は、日本の演出家。劇団アンゲルス代表。

## 経歴
男子4人兄弟の末っ子として生まれる。1966年、石川県立金沢泉丘高等学校卒業。1971年、金沢大学法文学部卒業。1973年、俳優教室を経て東京演劇アンサンブルの演出部に入団。以後、演出家の広渡常敏に師事し、ブレヒト、チェーホフ、シェイクスピア、木下順二、宮沢賢治等の作品を中心に関わる。
1980年より7年間、京都の劇団京芸に招かれ演出家として数多くの作品を手がける。ブレヒト「夜打つ太鼓」、井上ひさし（翻案）「11ぴきのねこ」、広渡常敏（翻案）「グスコーブドリの伝記」、谷川俊太郎「おばけリンゴ」、梅小路蒸気機関車館で本物の蒸気機関車を使用した「銀河鉄道の夜」の野外公演等を行う。一連の公演は、1980年代の関西演劇界に大きな刺激を与えた。 ニューヨークやソウルなどでも仕事を行う。
1992年文化庁の文化交流事業でドイツに派遣され、劇作家ハイナー・ミュラーの稽古に参加する。1996年の10月からは、石川県金沢市にできた金沢市民芸術村のドラマ工房を拠点にした劇団アンゲルスを主催する。2001年、夏、東欧国際演劇祭（ルーマニア、モルドバ共和国）に公式招待され“Othello Material”の公演を行う。 2001年5月より「かなざわ演劇人協会」の事務局長となり、その主な事業として「かなざわ国際演劇祭」を企画、立案し、2001年11月にモルドバ共和国の〈イヨネスコ劇場〉、2002年、韓国の〈劇団滄波〉を招聘した。
2002年からは、石川県国際交流協会から「いしかわ国際協力研究機構＝アートによる都市再生プロジェクト実行委員会＝」の委員を委託され、都市における伝統と、若者の活性化を促す企画とその具体的な活動に参加している。北陸中日新聞によると「地域演劇の力が出ないと日本は面白くならない」が信念。又「地域演劇にはその国のにおいがある。」とアジア、東欧諸国との演劇集団との幅広い交流を長年続けている。毎年、精力的に公演を行う傍ら、高校公演や実験公演なども行う。石川日独協会の事務局長を長らく続け、2011年4月には、ブレヒト作「下田のお吉」を石川日独協会と協賛で公演した。大学時代の同期には、地球の歩き方の達人ブログの旅行作家・随筆家の新家靖之がいる。

## 公演履歴
本公演
- 第1回　Macbeth[1996]
- 第2回　リア王[1998]
- 第3回　オセロー[1999]
- 第4回　十二夜[2000]
- 第5回　犀[2001]
- 第6回　オセローマテリアル[2001]
- 第7回　Night of Galaxy Express[2002]
- 第8回　阿呆舟/十二夜[2003]
- 第9回　チェ-ホフマテリアル/三人姉妹[2004]
- 第10回　王女メディア/MEDIA[2005]
- 第11回　満州8・27[2006]
- 第12回　マクベス2007[2007]
- 第13回　銀河鉄道の夜[2009]
- 第14回　椅子[2009]
- 第15回　鴨猟[2010]
- 第16回　下田のお吉[2011]
- 第1回キントテアター　道化師たち[2000]
- 第2回キントテアター　道化師たち[2004]

海外公演
Othello Material
- 2001/May  シビウ国際演劇祭/ルーマニア
- 2001/May  ビテイ国際演劇祭/モルドバ
- 2001/Jun  ルーマニア・サラトマカリグ公演
- 2002/May  リビウ演劇祭/ウクライナ

Macbeth 2007
- 2007/Aug  春川国際演劇祭/韓国

牡蠣
- 2008/Nov  Ognivo国際演劇祭/ロシア
- 2009/Apr  ガラスター・ワンマンショーフェスティバル特別公演/ルーマニア
- 2010/Nov 　Chuncheon Fes/韓国
- 2011/Oct  A・ヴァンピーロフ記念第8回国際近代演劇芸術祭/ロシア

特別公演
Othello Material
- 1999/Sep @能登演劇堂

- 2001/Apr @成安造形大学こけら落し公演
- 2001/Aug @東京両国シアターX

燃え上がる緑の木
- ----/--- @大野もろみ蔵

銀河の夜
- 2001/Jan @大野もろみ蔵

十三夜
- 2007/Feb @玉泉園西田邸

道化師たち
- 2007/Jun @玉泉園西田邸
- 2008/Jan @群馬県生涯学習センター多目的ホール[前橋演劇祭2008参加作品]
- 2008/Aug @野々市町文化会館フォルテ[高文連60周年記念事業]
- 2008/Aug @金沢市民芸術村ドラマ公房[いしかわピース9フェスティバル]
- 2008/Sep @いしかわ国際交流フェスティバルin野々市
- 2008/Sep @犀川河川敷野外ステージ[犀川犀星祭り]

牡蠣
- 2008/Oct @宮野家[町家巡遊08町家deアート/かなざわ演劇祭2008協賛作品]

森は生きている
- 2010/Mar @野々市町情報交流館カメリア内ホール椿[野々市町民劇団nonoとの合同公演]

驟雨
- 2011/Feb @小劇場An.Studio[かなざわ演劇祭2011Feb.参加作品]